# Slag bij Montiel
De Slag bij Montiel werd geleverd op 14 maart 1369 en was de laatste slag in de Castiliaanse Burgeroorlog tussen de wettelijke Castiliaanse koning Peter de Wrede en zijn halfbroer Hendrik van Trastámara.

## Geschiedenis
In de Slag bij Nájera had Peter met steun van de Edward, de Zwarte Prins een grote overwinning behaald op Hendrik van Trastámara. Maar omdat Peter weigerde de Zwarte Prins te betalen voor het huurlingenleger, trok deze weg en met hem de Engelse steun.
Hendrik van Trastámara was bij Nájera ontsnapt en lichtte een nieuw leger in Aragon en de zuidelijke Franse provincies. Hij kreeg opnieuw steun van koninkrijk Frankrijk met de terugkeer in 1368 van Bertrand du Guesclin. Hij veroverde Leon en belegerde Toledo.
Het kwam tot een nieuwe veldslag bij Montiel tussen het Franco-Castiliaanse leger onder leiding van Du Guesclin en de strijdkrachten van Peter, die deze keer gebruik maakte van Moorse troepen uit het zuiden van Spanje, troepen uit koninkrijk Portugal dat met koninkrijk Engeland geallieerd was, en Spaanse Joden. Het leger van Peter werd echter in de vroege ochtend verrast, vooraleer het volledig gegroepeerd was. Het leger werd uiteengeslagen en Peter vluchtte naar de nabije burcht van Montiel. Belegerd door Hendrik werd hij tijdens een ontsnappingspoging gevangengenomen en voor zijn halfbroer geleid. In de daaropvolgende ruzie werd Peter door Hendrik gedood.
De dood van Peter op 23 maart 1369 betekende het einde van de Castiliaanse burgeroorlog. Hendrik werd tot koning gekroond als Hendrik II van Castilië.